# Valentina (film)
Pour les articles homonymes, voir Valentina (homonymie).
Pour plus de détails, voir Fiche technique et Distribution.
Valentina (Валентина) est un film soviétique réalisé par Gleb Panfilov, sorti en 1981,.

## Fiche technique
- Photographie : Leonid Kalachnikova
- Musique : Vadim Bibergan
- Décors : Marksèn Gaoukhman-Sverdlov
- Montage : Polina Skatchkova